# E.S.P. (альбом)
«E.S.P.» — дев'ятнадцятий альбом британсько-австралійського рок-гурту «Bee Gees». Випущений у 1987 році.

## Список композицій
1. «E.S.P.» — 5:35
2. «You Win Again» — 4:01
3. «Live or Die (Hold Me Like a Child)» — 4:42
4. «Giving up the Ghost» — 4:26
5. «The Longest Night» — 5:47
6. «This is Your Life» — 4:53
7. «Angela» — 4:56
8. «Overnight» — 4:21
9. «Crazy for Your Love» — 4:43
10. «Backtafunk» — 4:23
11. «E.S.P.» (Vocal Reprise) — 0:30